# Ngami
Ngami – niewielkie jezioro endoreiczne w północnej Botswanie. Jest częściowo zasilane przez wody z delty Okawango. Jest pozostałością po jeziorze Makgadikgadi. W XIX i XX wieku było ono popularnym ośrodkiem turystycznym – w 1849 odwiedził je David Livingstone.